# Dzsahángír mogul sah

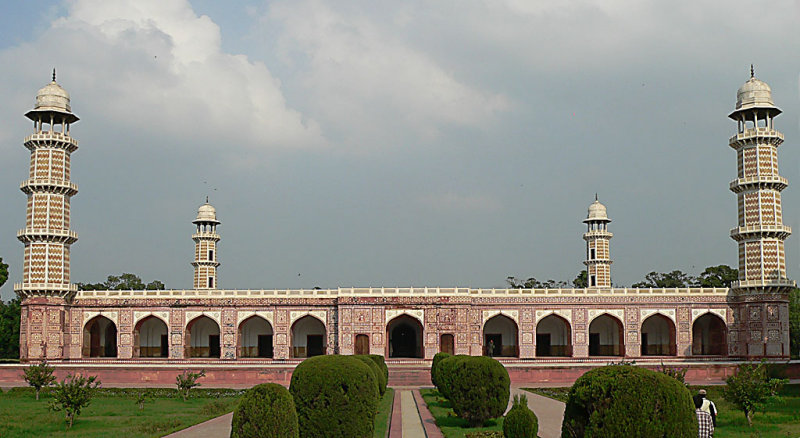
Dzsahángír mauzóleuma, Shahdara Bagh, Lahor

Dzsahángír (dévanágari:नूरुद्दीन सलीम जहांगीर , magyaros átírásban: Núruddín Szalím Dzsahángír, perzsa eredetű nevének jelentése: Világhódító), (1569. szeptember 20. – 1627. november 8.) a Mogul Birodalom uralkodója (padisah) volt (1605. november 3. – 1627. október 28., a birodalomalapító Bábur dinasztiájából, Nagy Akbar fia és utóda. A trónon fia, Sáh Dzsahán követte.

## Fiatalkora
Szálim apjának harmadik fia volt, a legidősebb azok közül, akik megérték a felnőttkort. Két idősebb testvére, Hasszán és Husszein (ikrek) meghaltak gyermekkorukban. Rádzsput hercegnő, Dzsodabaj – született Rádzskumari Hira Kunvari – Amber rádzsájának, Rádzsa Bharmal-nak a legidősebb lánya. Agra mellett, Fatehpur Szíkri erődjében született.
Akbar a lehető legjobb képzést adta fiának. Tanult fárszi, arab, török és urdu nyelvet, történelmet, számtant, földrajztudományt és más tudományokat olyan tanároktól, mint a híres katona és tudós Abdur Ráhim Kanikanán.
Tízezer főnek parancsoló (Das-Hazari) manszabdárnak nevezték ki – a császár utáni legmagasabb katonai rang –, és 1581-ben önállóan irányított egy ezredet a Kabul elleni hadjáratban. Manszabját tizenkétezerre emelték, amikor 1585-ben eljegyezte unokatestvérét Manbhavati Bait, Amber rádzsájának (Bhagavan Dász) lányát. Bhagvan Dasz Rádzsa Bharmal fia és Rádzskumari Hira Kunvari testvére volt. Az esküvőre 1585. február 13-án került sor, a házasság gyümölcse volt Khuszrau Mirza. Ezután gyors ütemben még számos mogul és rádzsput hercegnőt vehetett el, akik közül egyik kedvence volt Manmati akitől Khurram herceg, a későbbi Sáh Dzsahán született, aki utóda lett a trónon.
1600-ban Akbar egy hadjáraton volt távol, amikor otthon fia, Szálim nyíltan fellázadt, és magát nyilvánította császárnak. Akbar azonnal hazatért és helyreállította a rendet. Egy ideig Akbar úgy gondolta, hogy Szálim helyett annak fia, saját unokája, Khuszrau lesz a trón örököse, végül azonban Szálim lépett a trónra mint padisah 1605. november 3-án.

## Uralkodása
Dzsahángír uralkodása elején először el kellett, hogy hárítsa fia, Khuszrau trónigényét. 1606-ban legyőzte őt és Agra erődjébe záratta. 1607-ben, egy a meggyilkolására szőtt összeesküvés leleplezése után fiát megvakíttatta, bár az nem vesztette el teljesen a látását. Az egyik összeesküvő tiszt Sír Afgán Kán özvegyét, Marunisszát háremébe hozatta – 1611-ben vette feleségül – a Núr Dzsahán („a világ fénye”) nevet adva neki. Ugyancsak 1607-ben megölette az ötödik szikh gurut, Ardzsan Dévet és elkoboztatta a vagyonát, mert az a hír járta, hogy megáldotta Khuszraut.
Dzsahángír 1614-ben egy nagylelkű békével befejezte Mevár rádzsput fejedelemség ellen vívott évszázados háborút. 1611 után az udvari politikában nagyban hallgatott legújabb felesége Núr Dzsahán, és annak apja és fivére, valamint a Manmatitól született fia, Khurrám herceg, a későbbi Sáh Dzsahán tanácsaira. Ez a helyzet egészen 1622-ig tartott, amikor Khurrám fellázadt és egy összeesküvés keretében meggyilkoltatta Khuszraut, hogy megszabaduljon tőle, mint a trónra aspiráló vetélytárstól. A perzsa szafavidák kihasználták a lehetőséget, és elfoglalták Kandahárt, amivel a Mogul Birodalom elvesztette az Afganisztánt, Perzsiát és Közép-Ázsiát összekötő kereskedelmi utak feletti ellenőrzést.
Dzsahángír nagyivó és ópiumfogyasztó volt, ami végül tönkretette egészségét. Ezt akarta kúrálni, amikor Kasmírba utazott, onnan visszatérőben Lahor felé halt meg 1628-ban.